# Andrea Marcolongo
Andrea Marcolongo (nacida en Crema, Lombardía, el 17 de enero de 1987) es una escritora italiana.

## Biografía
Marcolongo estudió Literatura Clásica en la Università degli Studi di Milano. Se especializó después en narración en Turín, en la Scuola Holden. Trabajó como escritora fantasma para Matteo Renzi y el Partido Demócrata entre diciembre de 2013 y mayo de 2014.
En septiembre de 2016 Andrea Marcolongo publicó su primer libro, La lengua de los dioses: Nueve razones para amar el griego (en italiano original La lingua geniale. 9 ragioni per amare il greco), que alcanzó el primer puesto en el ranking de ventas italiano y francés. El libro vendió 150.000 copias en Italia, alcanzando la primera posición en el ranking de no ficción y la séptima en el top ten general italiano en enero de 2017. En diciembre de 2016 dicho libro ganó el Premio Juvenil del Club de Leones en el premio Cesare Angelini de la Universidad de Pavía.
La lengua de los dioses: Nueve razones para amar el griego  Ha sido traducido en Francia y Bélgica por la editorial Les Belles Lettres, en España, Chile, Argentina, Colombia, México y Perú por Penguin Random House con el título La lengua de los dioses, en Alemania por Piper, en Holanda y Bélgica por Wereldbibliotheek, en Grecia por Patakis, en Croacia por Sandorf, en Gran Bretaña y en Estados Unidos por Europa Editions El libro obtuvo críticas positivas de la prensa francesa, desde Le Figaro hasta Le Monde, que habló sobre Marcolongo como "la nueva heroína griega". El libro obtuvo gran reconocimiento del público y de la crítica en Estados Unidos : publicado por Europa Editions ya conocida por haber publicado a Elena Ferrante, con una traducción de Will Schutt, La lengua de los dioses obtuvo una crítica muy positiva de The New Yorker con un artículo de la editora Mary Norris que lo llama un “clásico instantáneo”,  mientras que el escritor André Aciman habla de Andrea Marcolongo como del “nuevo Montaigne”.
En 2018 Andrea Marcolongo publicó en Italia La medida de los héroes: Un viaje iniciático a través de la mitología griega (La Misura Heroica. Il mito degli Argonauti e il coraggio che spinge gli uomini ad amare, en italiano) para Mondadori : Enzo Bianchi escribió en La Stampa que "navegar por las páginas de este libro significa entrar, con mesura y amabilidad, en una única realidad, que se puede resumir también en un sustantivo y un adjetivo: la 'aventura humana'",  mientras que La Repubblica habló de "un libro que es al mismo tiempo hiperclásico y ultracontemporáneo en su vocación de combinar gran historia, ensayo profundo, introspección personal, atractivo motivacional" . La medida de los héroes: Un viaje iniciático a través de la mitología griega está traducido en 17 países, entre ellos Francia, Bélgica, España, Chile, Argentina, Colombia, México, Perú, Alemania, Países Bajos y Grecia. Un capítulo del libro ha sido traducido por la revista literaria estadounidense Liberties.
En 2019 Marcolongo publicó para Mondadori el compendio de etimologías Alla fonte delle parole, traducido en Francia con el título Étymologies pour survivre au chaos (Les Belles Lettres) y en España con el título Etimologías para sobrevivir al caos: viaje al origen de 99 palabras  (Penguin Random House).
En 2020 Marcolongo publicó El arte de resistir: Lo que la Eneida nos enseña sobre cómo superar una crisis (en italiano La lezione di Enea (Laterza)), un ensayo íntimo sobre la Eneida de Virgilio. En 2022 la conferencia que dio Marcologno en Le Mans se publicó en el libro Être humain? dirigida por Jean Birnbaum y montada por Gallimard.
En la primavera de 2021 Marcolongo editó para La Repubblica una serie de cuatro volúmenes dedicada al mito antiguo y un libro infantil sobre etimologías. También publicó Il viaggio delle parole (Mondadori), ilustrado por Andrea Ucini y traducido en España con el título El viaje de las palabras. El último libro de Marcolongo es De arte gymnastica. Da Maratona ad Atene con le ali ai piedi (Laterza 2022), “una autobiografía del running”, en la que la autora habla de su primer maratón y de la antigua concepción del deporte. En otoño de 2022 Mondadori publicó Le rose a dicembre, donde Marcolongo escribió un cuento sobre Aristófanes.
En primavera de 2022 tarting from the scratch. The life-changing lesson of AeneasEmpezando desde cero. se publica en Estados Unidos por Europa Editions con una traducción de Will Schutt.
Andrea Marcolongo vive actualmente en París; es vicepresidenta de los Escritores de la Marina Francesa, asociación afiliada al Ministerio de Defensa "comprometida con la preservación de la cultura del mar", por la que recibió el grado honorario de capitán de fragata. Reseña periódicamente libros de literatura extranjera para el semanario Tuttolibri de La Stampa y colabora con varios periódicos italianos y extranjeros. Es miembro del jurado del Prix du Livre d'Histoire des Outres-Mer y del premio Le Grand Continent.